# Пухи (Хаваји)
Пухи (енгл. Puhi) насељено је место за статистичке потребе у америчкој савезној држави Хаваји. По попису становништва из 2010. у њему је живело 2.906 становника.

## Демографија
Према попису становништва из 2010. у граду је живело 2.906 становника, што је 1.720 (145.0%) становника више него 2000. године.
| Група             | 2000.       | 2010.         |
| Белци             | 85 (7,2%)   | 486 (16,7%)   |
| Афроамериканци    | 2 (0,2%)    | 6 (0,2%)      |
| Азијати           | 779 (65,7%) | 1.587 (54,6%) |
| Хиспаноамериканци | 92 (7,8%)   | 218 (7,5%)    |
| Укупно            | 1.186       | 2.906         |